# 플로리다쥐
플로리다쥐(Podomys floridanus)는 비단털쥐과에 속하는 설치류의 일종이다. 플로리다쥐속(Podomys)의 유일종이다. 미국 플로리다주의 유일한 포유류 토착종이다. 플로리다쥐(큰귀사슴쥐, 플로리다사슴쥐, 고퍼쥐 등으로도 불린다.)는 플로리다 반도 중앙의 제한된 지역과 플로리다 팬핸들의 작은 한 곳에서만 발견된다. 플로리다의 고지대 소나무 식생지대와 사구, 평지, 해안 관목 지대의 가장 뜨겁고 가장 건조한 지역 일부에서 서식한다.
잡식성 동물로 전체 몸길이는 195mm로 측정되며, 비교적 큰 귀와 상체의 갈색 및 오렌지색 털, 하체의 흰 털을 갖고 있다. 연중 번식을 하며, 고퍼거북(Gopherus polyphemus)의 굴 속에 둥지와 통로를 만들고 한 번에 두 세 마리의 새끼를 낳는다. 고퍼거북의 개체수가 줄어들고 있어서 플로리다쥐의 생존을 위협하고 있다. 국제 자연 보전 연맹(IUCN)이 취약종으로 분류하고 있다.